# (78455) 2002 RR29
2002 أر أر 29 (ويعرف أيضًا باسم (78455) 2002 أر أر 29 وفق تسمية الكوكب الصغير) (بالإنجليزية: 2002 RR29)‏ هو كويكب ضمن حزام الكويكبات؛ وترتيبه 78455 من حيث الاكتشاف.
اكتُشف هذا الجُرم الفلكي بواسطة تعقب الأجرام القريبة من الأرض في 3 سبتمبر 2002.

## وصلات خارجية
- (78455) 2002 RR29 في قاعدة بيانات مختبر الدفع النفاث لأجرام النظام الشمسي الصغيرة

- الاكتشاف · مخطط المدار ·  العناصر المدارية · المعلمات المادية

- (78455) 2002 RR29 على موقع ويكي سكاي: DSS2, SDSS, GALEX, IRAS, Hydrogen α, X-Ray, Astrophoto, Sky Map, Articles and images